# سلبورن
سلبورن (به انگلیسی: Selborne) یک روستا و محله مدنی در بریتانیا است که در East Hampshire واقع شده‌است. سلبورن ۱٬۲۸۸ نفر جمعیت دارد.